# Retained Organisation
Retained Organisation (auch Retained Management) bezeichnet Personen oder Einheiten in einem Unternehmen, die, beispielsweise nach einem Outsourcing, die steuernde Schnittstelle zu den externen Dienstleistern bilden. Sie stellt einerseits sicher, dass sich das outsourcende Unternehmen nicht zu stark in die Abhängigkeit des bzw. der externen Dienstleister begibt. Andererseits kümmert sich die Retained Organisation um die Details der Zusammenarbeit mit den Dienstleistern.
Diese Aufgaben umfassen hauptsächlich Themen wie:
- Management der Kundenbeziehungen zu den externen Dienstleistern (Verträge, Preisverhandlungen etc.)
- Management der Anforderungen aus dem eigenen Unternehmen an die Dienstleister (Demand Management)
- Steuerung
- Prozessgestaltung
- Qualitätsmanagement
- Kommunikation
- Controlling, Kostenkontrolle

Die Retained Organisation sollte in Outsourcing-Projekten schnell aufgebaut und handlungsfähig gemacht werden, damit sie die künftigen Strukturen und Prozesse bereits in einem frühen Stadium beeinflussen und steuern kann.